# Secret Service (czasopismo)
Secret Service – polski miesięcznik o grach komputerowych i konsolowych wydawany w latach 1993–2001 przez wydawnictwo ProScript. Pierwszy numer czasopisma trafił do kiosków 16 marca 1993 roku. Pomysłodawcami i założycielami pisma byli Marcin „Martinez” Przasnyski i Waldemar „Pegaz Ass” Nowak, znani wcześniej z Top Secret. Magazyn zakończył działalność po 95 numerach. Reaktywowany w 2014 r., doczekał się wtedy tylko dwóch numerów.

## Historia
„Secret Service” był prekursorem w wielu dziedzinach. Jego redaktorzy jako pierwsi w Polsce wyjeżdżali do Londynu na targi ECTS oraz do USA na Electronic Entertainment Expo (E3), przekonując „że w Europie Wschodniej naprawdę są komputery”. Pierwszy w Polsce wprowadził na rynek Cover Dysk (SS 19, 12/1994), Cover CD (od SS 36, 06/1996 do SS 64, 01/1999). Secret Service także jako pierwsze pismo w Polsce publikowało artykuły o mandze, anime i japońskiej kulturze, przyczyniając się do powstania polskiego fandomu mangi i anime. Dział „Manga Room” prowadzony był przez Roberta „Mr. Roota” Korzeniewskiego. W końcowym okresie działalności (w wyniku wznowienia dołączania Cover CD, SS 86-91) ukazywał się w dwóch wersjach o odmiennych okładkach.
W okresie od numeru 1 do 68 redakcja pisma wydała cztery kolejne (firmowane nazwą miesięcznika) książki zatytułowane „Kompendium Wiedzy” i będące syntezą dotychczasowych numerów czasopisma (w późniejszym okresie przygotowane zostało drugie, rozszerzone wydanie pierwszej książki noszące nazwę „Kompendium 1 BIS”). Wydano także dwa numery specjalne pisma (numer z targów Labirynt ’96 oraz numer z grą Alone in the Dark).
Od numeru 40 (11/1996) na okładce pisma umieszczano, niekiedy sprawiający kłopoty interpretacyjne, napis „BIGGEST SELLING COMPUTER GAMES MAGAZINE IN EUROPE” (od numeru 55 (03/1998) „BIGGEST SELLING COMPUTER GAMES MAGAZINE IN POLAND”).
Kłopoty prawne nastały wkrótce po odejściu z pisma kilku znaczących redaktorów – m.in. Marcina „Martineza” Przasnyskiego. Byli pracownicy założyli nowy magazyn cyberkulturalny Reset.
Od kwietnia 1999 r. (nr 68) zmieniono nazwę magazynu na „New S Service”, pod jaką wydawany był do stycznia 2001 (nr 86).
Od numeru 86 pismo powróciło do idei wydawania czasopisma z płytą CD (dostępna była też wersja bez płyty). Od numeru 92 działalność tę ponownie – w rzeczywistości już na zawsze – zawieszono. W końcowym okresie działalności pisma rozpoczęto prace nad jego odświeżeniem i przebudową. Zmieniono m.in. szatę graficzną, dodano nowy dział („Gry Online”) i przywrócono dział „Rzut Okiem” oraz podpisy pod screenami. Przejawem zmian były również urządzane dla czytelników zamknięte pokazy filmów i patronat mediowy nad filmem „Romeo musi umrzeć”.
Ostatni numer czasopisma (nr 95) wydany został w listopadzie 2001. 31 grudnia 2001 na oficjalnej stronie czasopisma pojawił się komunikat o zawieszeniu wydawania pisma. Redakcja powiadomiła parę dni później, że zamieszczona informacja była wynikiem włamania dokonanego na serwerze strony. Nie zdementowano jej jednak, a powiadomiono jedynie, że powodem „zamieszania” są problemy techniczne. Numer 96 (12/2001) został stworzony i trafił do drukarni, ale nigdy nie został wydrukowany.

## Próby reaktywacji czasopisma
W lipcu 2002 roku, grupka czytelników „Secret Service” założyła „Elektroniczny magazyn SS-NG”, który po prawie trzech latach ukazywania przeistoczył się z kontynuatora tradycji „Secret Service” w samodzielny „e-zin”. 29 sierpnia 2005 redaktor naczelny „SS-NG” powiadomił czytelników e-zina o zakończeniu działalności pisma.
24 czerwca 2014 roku ogłoszono reaktywację pisma. 15 lipca rozpoczęła się zbiórka pieniędzy na wznowienie magazynu, potrzebną sumę pieniędzy udało się zgromadzić w zaledwie 20 godzin od momentu rozpoczęcia akcji. Cała akcja okazała się rekordem w historii polskiego crowdfundingu. W przeciągu miesiąca udało się zebrać 284 200 zł. Pierwszy numer po reaktywacji (97. według kontynuowanej numeracji, ISSN 2535-9984) ukazał się 30 września 2014 r, a jego nakład wyniósł 50 000 egzemplarzy. Drugi i zarazem ostatni numer ukazał się na początku grudnia, powodem zawieszenia pisma był spór pomiędzy wydawcą i właścicielem praw do tytułu. W miejsce zlikwidowanego tytułu wydawca zapowiedział wydanie miesięcznika „Pixel”, a jego pierwszy numer trafił do sprzedaży pod koniec stycznia 2015 roku.